# دوبينس هايتس (كارولاينا الشمالية)
دوبينس هايتس (بالإنجليزية: Dobbins Heights, North Carolina)‏ هي بلدة أمريكية تقع في الولايات المتحدة في مقاطعة ريتشموند، كارولاينا الشمالية. يقدر عدد سكانها بـ 866 نسمة ومساحتها 2.3 كم2 و وترتفع عن سطح البحر 118 متر.

## التركيبة السكانية
حدّد مكتب تعداد الولايات المتحدة بيانات التركيبة السكانية لدوبينس هايتس في تعداد الولايات المتحدة. في ما يلي، التركيبة السكانية حسب تعدادي 2000 و2010.

### تعداد عام 2000
بلغ عدد سكان دوبينس هايتس 936 نسمة بحسب تعداد عام 2000، وبلغ عدد الأسر 383 أسرة وعدد العائلات 224 عائلة مقيمة في البلدة. في حين سجلت الكثافة السكانية 410.5 نسمة لكل كيلومتر مربع (1,063.2/ميل2). وبلغ عدد الوحدات السكنية 474 وحدة بمتوسط كثافة قدره 207.9 لكل كيلومتر مربع (538.5/ميل2).
وتوزع التركيب العرقي للبلدة بنسبة 13.68% من البيض و83.33% من الأمريكيين الأفارقة و1.18% من الأمريكيين الأصليين و0.21% من الأمريكيين ذوي الأصول الآسيوية و0.75% من الأعراق الأخرى و0.85% من عرقين مختلطين أو أكثر و0.85% من الهسبانيون أو اللاتينيون من أي عرق.
بلغ عدد الأسر 383 أسرة كانت نسبة 34.2% منها لديها أطفال تحت سن الثامنة عشر تعيش معهم، وبلغت نسبة الأزواج القاطنين مع بعضهم البعض 26.4% من أصل المجموع الكلي للأسر، ونسبة 25.8% من الأسر كان لديها معيلات من الإناث دون وجود شريك،  بينما كانت نسبة 6.3% من الأسر لديها معيلون من الذكور دون وجود شريكة وكانت نسبة 41.5% من غير العائلات. تألفت نسبة 37.9% من أصل جميع الأسر من عدة أفراد يعيشون في نفس المنزل ونسبة 17.8% كانت تتألف من شخص يعيش بمفرده يبلغ من العمر 65 عاماً أو أكثر. وبلغ متوسط حجم الأسرة المعيشية 2.40، أما متوسط حجم العائلات فبلغ 3.25.
بلغ العمر الوسطي للسكان 35.3 عاماً. وكانت نسبة 29.2% من القاطنين تحت سن الثامنة عشر، وكانت نسبة 8% بين الثامنة عشر والرابعة والعشرين عاماً، ونسبة 24.4% كانت واقعةً في الفئة العمرية ما بين الخامسة والعشرين والرابعة والأربعين عاماً، ونسبة 22.8% كانت ما بين الخامسة والأربعين والرابعة والستين، ونسبة 13.9% كانت ضمن فئة الخامسة والستين عاماً فما فوق. يوجد لكل 100 أنثى 84.5 ذكر، ويوجد لكل 100 أنثى في الثامنة عشر من عمرها فما فوق 78.9 ذكر.
بلغ متوسط دخل الأسرة في البلدة 21,193 دولارًا، أما متوسط دخل العائلة فبلغ 23,750 دولارًا. وكان متوسط دخل الذكور 22,202 دولارًا مقابل 19,706 دولارًا للإناث. وسجل دخل الفرد الخاص بالبلدة 12,050 دولارًا. وكانت نسبة 27.8% من العائلات ونسبة 32.6% من السكان تحت خط الفقر، وكان من هؤلاء نسبة 36.2% تحت سن الثامنة عشر ونسبة 51.9% في الخامسة والستين من العمر وما فوق.

### تعداد عام 2010
بلغ عدد سكان دوبينس هايتس 866 نسمة بحسب تعداد عام 2010، وبلغ عدد الأسر 390 أسرة وعدد العائلات 201 عائلة مقيمة في البلدة. في حين سجلت الكثافة السكانية 379.8 نسمة لكل كيلومتر مربع (983.7/ميل2). وبلغ عدد الوحدات السكنية 464 وحدة بمتوسط كثافة قدره 203.5 لكل كيلومتر مربع (527.1/ميل2).
وتوزع التركيب العرقي للبلدة بنسبة 10.62% من البيض و84.64% من الأمريكيين الأفارقة و1.15% من الأمريكيين الأصليين و0.35% من الأمريكيين ذوي الأصول الآسيوية و0.69% من سكان جزر المحيط الهادئ و0.58% من الأعراق الأخرى و1.96% من عرقين مختلطين أو أكثر و1.62% من الهسبانيون أو اللاتينيون من أي عرق.
بلغ عدد الأسر 390 أسرة كانت نسبة 29.2% منها لديها أطفال تحت سن الثامنة عشر تعيش معهم، وبلغت نسبة الأزواج القاطنين مع بعضهم البعض 17.7% من أصل المجموع الكلي للأسر، ونسبة 26.7% من الأسر كان لديها معيلات من الإناث دون وجود شريك،  بينما كانت نسبة 7.2% من الأسر لديها معيلون من الذكور دون وجود شريكة وكانت نسبة 48.5% من غير العائلات. تألفت نسبة 43.6% من أصل جميع الأسر من عدة أفراد يعيشون في نفس المنزل ونسبة 17.7% كانت تتألف من شخص يعيش بمفرده يبلغ من العمر 65 عاماً أو أكثر. وبلغ متوسط حجم الأسرة المعيشية 2.22، أما متوسط حجم العائلات فبلغ 3.15.
بلغ العمر الوسطي للسكان 41.4 عاماً. وكانت نسبة 23.6% من القاطنين تحت سن الثامنة عشر، وكانت نسبة 9.4% بين الثامنة عشر والرابعة والعشرين عاماً، ونسبة 21.9% كانت واقعةً في الفئة العمرية ما بين الخامسة والعشرين والرابعة والأربعين عاماً، ونسبة 28.5% كانت ما بين الخامسة والأربعين والرابعة والستين، ونسبة 16.6% كانت ضمن فئة الخامسة والستين عاماً فما فوق. وتوزع التركيب الجنسي للسكان بنسبة 48.8% ذكور و51.2% إناث.